# Толкачёв, Виталий Антонович
Виталий Антонович Толкачёв (бел. Віталь Антонавіч Талкачоў, род. 28 июня 1934, Скирмантово, Дзержинский район, Минская область) — советский и белорусский физик. Академик Национальной академии наук Беларуси (2000); член-корреспондент (1984). Доктор физико-математических наук (1980), профессор (1990).

## Биография
Толкачёв родился в деревне Скирмантово (Дзержинский район, Минская область). В 1957 году он окончил Белорусский государственный университет и приступил к работе в Институте физики АН БССР, в 1984 году возглавил Лабораторию спектроскопии свободных молекул (в 1992—2008 годах — в составе Института молекулярной и атомной физики НАН Беларуси). Одновременно в 1992-1996 годах занимал должность заместителя директора Научно-технического центра Гознака Республики Беларусь и был одним из основателей предприятия «Криптотех» Гознака, а с 2002 года — заместителя академика-секретаря Отделения физики, математики и информатики НАН Беларуси. В 2012—2018 годах главный редактор журнала «Журнал прикладной спектроскопии» («Journal of Applied Spectroscopy» в англоязычном переводе издательства Springer).

## Научная деятельность
Научные работы Толкачёва посвящены люминесценции, квантовой электронике, спектроскопии молекул. Он изучил механизмы формирования спектров люминесценции молекулярных паров, ввёл для них новые физические характеристики, измерение которых позволило раскрыть природу антистоксовой люминесценции молекул, развил новые методы определения ряда параметров этого свечения.
Толкачёв совместно с Н. А. Борисевичем сформулировал критерии получения лазерной генерации на сложных молекулах, показал перспективность использования в лазерах десятков органических красителей, что позволило создать первый лазер на парах сложных молекул, перестраиваемый по частоте лазер на парах с распределённой обратной связью и с самоциркуляцией активной среды, а также обнаружил эффект оптически наведённой анизотропии в парах красителей. В 1980 году эта деятельность по созданию и развитию спектроскопии свободных сложных молекул была отмечена Ленинской премией.
В дальнейшем Толкачёв исследовал вращательную анизотропию паров сложных молекул, поляризационные характеристики спектров люминесценции и их связь со строением молекул, установил закономерности деполяризации свечения при столкновениях молекул, установил закономерности анизотропии паров, вызванной возбуждением электронным пучком, а также при их охлаждении в сверхзвуковой струе. В 1998 году за работы по поляризационной спектроскопии сложных молекул В. А. Толкачёв, Н. А. Борисевич, А. П. Блохин и В. А. Поведайло были удостоены Государственной премии Республики Беларусь.
После этого им было показано, что молекулярное вращательное квантовое эхо имеет первоосновой периодическое выстраивание фундаментальных осей молекул и, соответственно, молекулярных характеристик, анизотропных в этих осях. Предложен и развит флуоресцентно-поляризационный метод определения столкновительного тушения электронно-возбужденных состояний свободных сложных молекул.

## Награды и звания
- Ленинская премия (1980)
- Государственная премия Республики Беларусь (1998)
- Медаль «За доблестный труд»

## Публикации
Толкачёв является автором 13 изобретений и более 160 научных работ, среди которых:
- Борисевич Н.А., Толкачёв В.А. Генерация излучения сложными молекулами в газовой фазе // УФН. — 1982. — Т. 138, №  12. — С. 545-572. — doi:10.3367/UFNr.0138.198212a.0545.
- Tolkachev V.A., Polubisok S.A. Q Branch Excited Polarized Fluorescence of Free Polyatomic Molecules // Spectroscopy Letters. — 1995. — Vol. 28. — P. 441—450. — doi:10.1080/00387019508009891.
- Толкачёв В.А. Динамика молекулярного вращательного эха // Докл. Нац. акад. наук Беларуси. — 1998. — Т. 42, №  3. — С. 48-53.
- Gelin M.F., Tolkachev V.A., Blokhin A.P. Semiclassical description of purely rotational recurrences for collisionless asymmetric top molecules: new results // Chemical Physics. — 2000. — Vol. 255. — P. 111—122. — doi:10.1016/S0301-0104(00)00054-9.